# Aluvaiá
Aluvaiá (de àlùwàlá), na mitologia bantu, é um inquice da comunicação e do corpo humano e guardião da comunidade. Equivale ao orixá Exu. Seu nome, genericamente, está ligado ao conjunto de procedimentos purificatórios, sendo este o sentido, no candomblé, do "despacho de Exu".